# سامی عبدالغنی
سامی عبدالغنی (عربی: سامي عبد الغني؛ زادهٔ ۱ ژوئن ۱۹۸۹) یک ورزشکار اهل عربستان سعودی است.
از باشگاه‌هایی که در آن بازی کرده‌است می‌توان به باشگاه فوتبال الاتحاد و باشگاه فوتبال الوحده عربستان سعودی اشاره کرد.